# Arsenio Lupin, caballero ladrón
Arsenio Lupin, caballero ladrón (en francés: Arsène Lupin, gentleman:cambrioleur; pronunciado /aʁsɛn lypɛ̃ dʒɛntləman kɑ̃bʁijɔlœʁ/) es una colección de cuentos y la primera obra de una serie de novelas escritas por Maurice Leblanc acerca del personaje ficticio Arsenio Lupin. 

## Contexto
La primera historia fue publicada por primera vez en la revista Je sais tout en julio de 1905 bajo el título El arresto de Arsenio Lupin. Tras el éxito comercial obtenido, el editor Pierre Lafitte le solicita a Leblanc una nueva historia de este personaje. Según las palabras del propio autor, este era el único cuento que tenía planeado de Lupin. Sin embargo, a Laffite el personaje le causó una fuerte impresión y animó a Leblanc a desarrollar al personaje. Contrariado en cómo continuar la historia de un personaje que acaba de ser encerrado, el editor sugiere que lo haga escapar. Es así como se publica la historia El escape de Arsenio Lupin en enero de 1906. Varias historias cortas le sucedieron a intervalos irregulares, hasta 1907. Finalmente estas historias fueron compiladas y publicadas como novela el 10 de junio de 1907 por la editorial Pierre Lafitte & Cte, Éditeurs con una portada diseñada por Henri Goussé.

## Personajes
- Arsenio Lupin: famoso ladrón y maestro del disfraz del que se cuentan proezas en todos los periódicos y que se bate en un duelo a muerte con el viejo Ganimard.

- Ganimard:  Inspector de policía empeñado en atrapar a Lupin. Tras su arresto decidió jubilarse, pero cuando Lupin escapó decidió regresar a su trabajo para encarcelarlo una vez más.
- Nelly Underdown: Joven acaudalada de gran belleza. De madre francesa y educada en París, iba a Chicago para reunirse con su padre. Es el amor platónico de Lupin.

## Adaptaciones

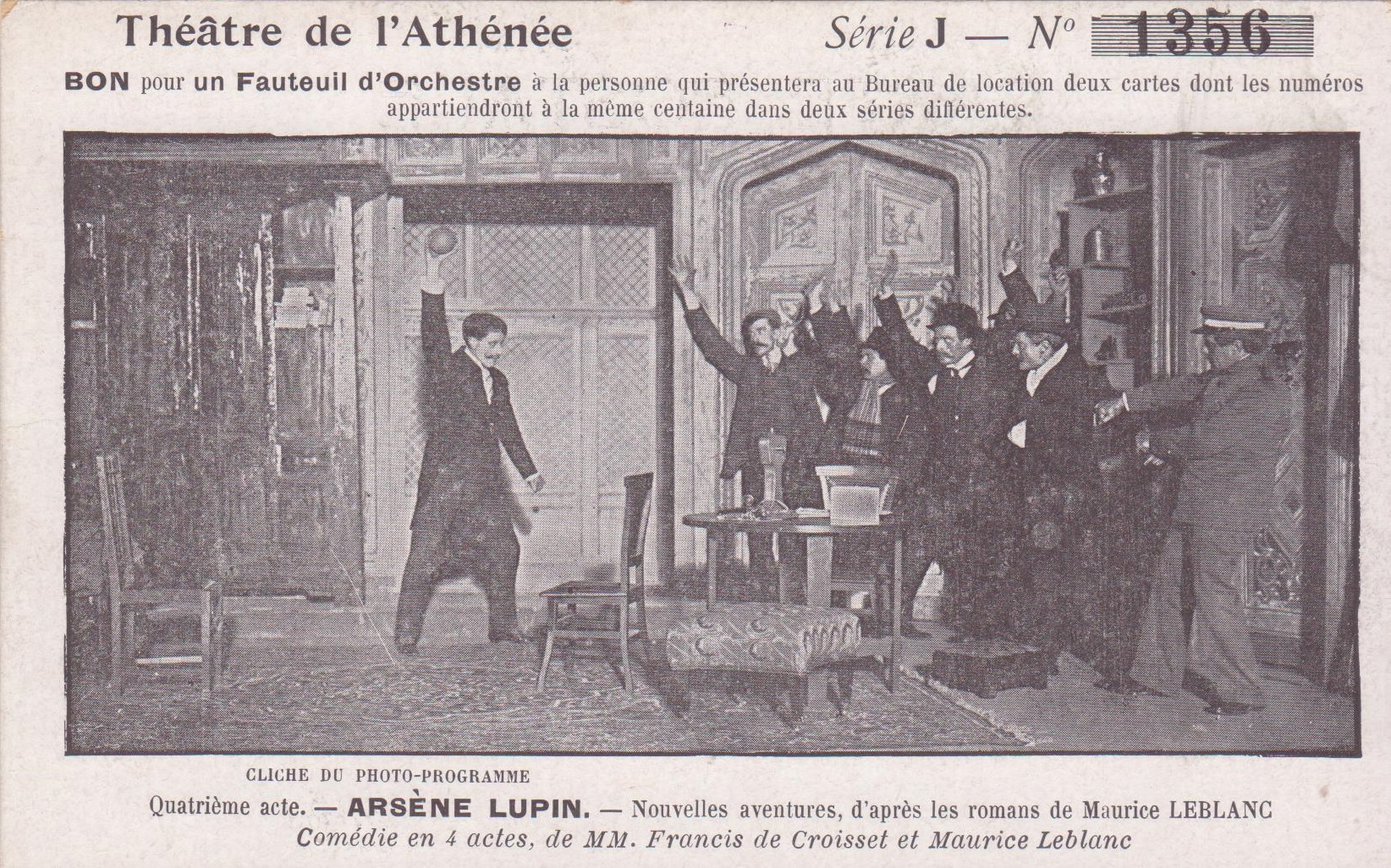
Arsène Lupin, acto IV, escena 7.

Arsenio Lupin fue adaptado a una obra de teatro antes de que se publicara su compilación en un tomo. Esta se llamaba Arsène Lupin y era una obra de teatro en cuatro actos, escrita por Francis de Croisset, con André Brulé representando a Lupin. Esta fue estrenada el 28 de octubre de 1908 en el Théâtre de l'Athénée. Un cortometraje mudo titulado Arsène Lupin se estrenó en 1909; producido por Pathé Frères con dirección de Michel Carré y protagonizado por Georges Tréville como Lupin y Harry Baur como el inspector Ganimard.
La obra de teatro fue adaptada en la película británica Arsène Lupin, dirigida por George Loane Tucker y protagonizada por Gerald Ames. Esta fue estrenada en junio de 1916, siendo producida por London Film Productions y distribuida por Jury Films. Al año siguiente, Paul Scardon filmó una adaptación estadounidense protagonizada por Earle Williams como Lupin y Brinsley Shaw como el inspector Ganimard. Producida por Vitagraph Company of America y distribuida por Greater Vitagraph (V-L-S-E); esta se estrenó el 12 de marzo de 1917.
El municipio de Étretat, la Asociación de amigos de Arsenio Lupin y Florence Leblanc; nieta de Maurice Leblanc, encargaron una adaptación de la obra en el Teatro Michel de París, con motivo del 150 cumpleaños de Maurice Leblanc, en 2014. El mangaka Takashi Morita realizó una adaptación en manga de cinco volúmenes titulado 'アバンチュリエ' (Una historia de Arsenio Lupin) publicado por Kōdansha en el 2015.